# Darwin Andrade
Darwin Zamir Andrade Marmolejo (Montería, 11 febbraio 1991) è un calciatore colombiano, difensore del Jaguares.

## Caratteristiche tecniche
Terzino sinistro, può giocare anche come terzino destro.

## Carriera

### Club
Nel gennaio 2014 il Sint-Truiden lo acquista dalla Colombia ma già il 18 febbraio seguente lo cede in prestito in Ungheria: a fine stagione l'Ujpest lo riscatta e lo cede a sua volta in prestito allo Standard Liegi, che successivamente lo riscatterà per 2 milioni di euro.
Nel 2016, a causa di un mancato pagamento (risalente al 2014) dell'Újpest al La Equidad per la risoluzione del contratto del giocatore, viene squalificato dalla FIFA per 4 mesi.
Nel luglio 2017 fa ritorno in Colombia, venendo acquistato dal Deportivo Cali.

## Statistiche

### Cronologia delle presenze e reti in Nazionale
| Cronologia completa delle presenze e delle reti in nazionale ― Colombia | Cronologia completa delle presenze e delle reti in nazionale ― Colombia | Cronologia completa delle presenze e delle reti in nazionale ― Colombia | Cronologia completa delle presenze e delle reti in nazionale ― Colombia | Cronologia completa delle presenze e delle reti in nazionale ― Colombia | Cronologia completa delle presenze e delle reti in nazionale ― Colombia | Cronologia completa delle presenze e delle reti in nazionale ― Colombia | Cronologia completa delle presenze e delle reti in nazionale ― Colombia |
| Data                                                                    | Città                                                                   | In casa                                                                 | Risultato                                                               | Ospiti                                                                  | Competizione                                                            | Reti                                                                    | Note                                                                    |
| ----------------------------------------------------------------------- | ----------------------------------------------------------------------- | ----------------------------------------------------------------------- | ----------------------------------------------------------------------- | ----------------------------------------------------------------------- | ----------------------------------------------------------------------- | ----------------------------------------------------------------------- | ----------------------------------------------------------------------- |
| 26-03-2015                                                              | Manama                                                                  | Bahrein                                                                 | 0 – 6                                                                   | Colombia                                                                | Amichevole                                                              | -                                                                       |                                                                         |
| 29-03-2015                                                              | Abu Dhabi                                                               | Kuwait                                                                  | 1 – 3                                                                   | Colombia                                                                | Amichevole                                                              | -                                                                       |                                                                         |
| 06-06-2015                                                              | Buenos Aires                                                            | Colombia                                                                | 1 – 0                                                                   | Costa Rica                                                              | Amichevole                                                              | -                                                                       |                                                                         |
| Totale                                                                  |                                                                         | Presenze                                                                | 3                                                                       |                                                                         | Reti                                                                    | 0                                                                       |                                                                         |